# Sukon Mesjid
Sukon Mesjid is een bestuurslaag in het regentschap Pidie van de provincie Atjeh, Indonesië. Sukon Mesjid telt 1038 inwoners (volkstelling 2010).